# Celebrity: Der Ruhm
Celebrity ist eine drei-teilige US-amerikanische TV-Miniserie aus dem Jahr 1984. Sie wurde vom 14. – 16. Februar auf dem Fernsehsender NBC ausgestrahlt.

## Handlung
Die drei Freunde T.J. Luther, Mack Crawford und Kleber Cantrell begehen während ihrer Jugend eine Vergewaltigung. Während einer der Freunde das Mädchen vergewaltigt, hören die anderen beiden die Schreie des Mädchens oder schauen zu. Das Mädchen stirbt. Luther, Crawford und Cantrell versprechen sich gegenseitig über dieses Ereignis zu schweigen. Im Erwachsenenalter sind alle drei erfolgreich. Einer der Freunde ein Priester, ein anderer ein Filmstar und der dritte ist Journalist. Dennoch verfolgt das Ereignis sie auf die ein oder andere Weise für ein Leben lang. Als die drei sich im Erwachsenenalter wiedertreffen kommt es zu einer tödlichen Auseinandersetzung. Einer der Freunde wird erschossen, ein anderer ist schwer verletzt, der dritte ist der Mörder. Welcher der Freunde hier welche Rolle einnimmt wird jedoch erst ganz am Ende der Serie aufgeklärt.

## Besetzung
- Michael Beck: T.J. Luther
- Joseph Bottoms: Mack Crawford
- Ben Masters: Kleber Cantrell
- James Whitmore: Clifford Casey
- Tess Harper: Susan French
- Karen Austin: Ceil Shannon
- Ned Beatty: Otto Leo
- Claude Akins: Uncle Bun Luther
- Dinah Manoff: Missy Craymore
- Debbie Allen: Regina Brown
- Jennifer Warren:  Martha Dalton
- Hal Holbrook: Calvin Sledge
- Bonnie Bartlett: Mabel Hofmeyer
- Rhonda Dotson: Laurie Killman
- Jerry Hardin: Jonah Job
- Peter Nelson: Jeffie Crawford
- Anne Haney: Millie
- Stephen Pearlman: Arnold Beckman
- Kelli Maroney: Joanne
- River Phoenix: Jeffie - Im Alter von 11
- Sherman Howard: Director
- John M. Jackson: Detective

## Hintergründe
Celebrity basiert auf dem gleichnamigen Roman von Thomas Thompson.  Die Serie wurde in Texas, New York und Los Angeles gedreht. Sie ist insgesamt 6,5 Stunden lang. In Deutschland, Großbritannien und den Vereinigten Staaten wurde die Serie auf VHS veröffentlicht. Außerdem wurde die Serie in Spanien, Finnland, der Türkei und Kanada ausgestrahlt.

## Auszeichnung

### Nominierungen
Primetime Emmy Award
- 1984: Outstanding Cinematography for a Limited Series or a Special (Philip H. Lathrop)

Edgar Allan Poe Award:
- 1985: Best Television Feature or Miniseries (William Hanley)[5]

## Kritik
John J. Connor (The New York Times) erklärt, dass die Hauptdarsteller der Serie ihre Charaktere beeindruckend darstellen. Außerdem spricht er von einem guten Skript, in dem die Ereignisse der Zeit mit einbezogen werden, wie zum Beispiel der Vietnamkrieg oder die Ermordung John F. Kennedys. Tom Shales (The Deseret News) fügt hinzu, dass die Handlung sehr gut geplant ist. Arthur Unger (Monitor Magazine) erklärt, dass Celebrity einfach zu schauen ist und dass es schwierig ist mit der Serie zu stoppen, sobald sie angefangen ist. Das Lexikon des internationalen Films urteilte, dass Celebrity "solide inszeniert und gespielt" sei. Allerdings bediene sich die Serie einiger Klischees und es träten einige Ungereimtheiten auf.